# Institut d'études politiques de Paris
Institut d'études politiques de Paris (tudi Sciences Po Paris) je francoska visoka šola, ki se posveča predvsem družboslovnim študijem ter študiju mednarodnih odnosov.
Ponujeni so študiji prava, financ, upravljanja s človeškimi viri, komuniciranja, marketinga, novinarstva, urbanizma in okolja. Šola slovi po kakovosti izobraževanja in zahtevnosti.
Ustanovljena je bila leta 1872.

## Znani profesorji
- Zdravko Mlinar, slovenski sociolog in akademik